# Margareta Perevoznic
Margareta Perevoznic (născută Covali; n. 10 septembrie 1936, Cernăuți, România – d. 15 decembrie 2021, Iași, România) a fost o jucătoare de șah română care a obținut titlul de maestră internațională⁠(d) (WIM, 1967). A fost câștigătoarea Campionatului Național de Șah Feminin al României în 1962.

## Biografie

### Copilăria
S-a născut la 10 septembrie 1936 în orașul Cernăuți, care era atunci o parte componentă a României, iar astăzi face parte din Ucraina. Tatăl ei era român, iar mama ei avea origine poloneză; Margareta a fost botezată în religia romano-catolică. A vorbit acasă limbile română și poloneză, ultima dintre ele cu bunica maternă, și a învățat germana la grădiniță și ceva ucraineană de la o persoană care îi ajuta cu treburile casnice. După ce Armata Roșie a ocupat Cernăuțiul în 1940, Margareta a fost despărțită de familie și dusă la un orfelinat sovietic, de unde a fost salvată după un timp de bunica ei, cu care a reușit apoi să se refugieze în România. Tatăl Margaretei a fost deportat în Siberia, unde a murit, dar mama ei s-a întors acasă după câțiva ani de domiciliu forțat la Irkutsk.

### Cariera sportivă
Margareta a învățat să joace șah la mijlocul anilor 1950 de la unchiul ei și s-a pregătit apoi cu antrenorul Borel Menas. A absolvit în acest timp Facultatea de Filologie, secția româno-rusă, a Universității „Al. I. Cuza” din Iași. Ulterior, în anii 1960, a devenit una dintre cele mai importante șahiste române. A câștigat tot setul de medalii la Campionatul Național de șah feminin: bronz (1960), argint (1961) și aur (1962).
În 1962 a ocupat locul I la Campionatul Internațional de șah feminin al Poloniei⁠(d), care a avut loc la Grudziądz. În 1966 a împărțit cu Elisabeta Polihroniade locurile 4–5 la turneul zonal desfășurat la Varna, plasându-se în urma șahistelor Waltraud Nowarra⁠(d), Alexandra Nicolau și Wenka Asenowa⁠(d)), iar în 1967 a participat la Turneul Candidatelor pentru Campionatul Mondial de șah feminin⁠(d) de la Subotica, unde a împărțit locurile 11–12.
Margareta Perevoznic a reprezentat România la olimpiadele feminine de șah⁠(d):
- În 1963, la masa rezervelor de la a 2-a Olimpiadă feminină de șah⁠(d) de la Split (+1, =1, -3),
- În 1966, la masa rezervelor de la a 3-a Olimpiadă feminină de șah⁠(d) de la Oberhausen (+4, =2, -1), unde a câștigat medalia de argint pe echipe, alături de Alexandra Nicolau și Elisabeta Polihroniade.[10]

În 1967 a câștigat locul I, alături de Elisabeta Polihroniade, la primul turneu internațional feminin organizat în România, la Brașov. În același a primit titlul FIDE maestră internațională⁠(d) (WIM) decernat de Federația Internațională de Șah (FIDE). Apoi, împreună cu Alexandra Nicolau și Elisabeta Polihroniade, a obținut medalia de argint la Olimpiada de Șah din 1972⁠(d), care a avut loc la Skopje. În 1975 a împărțit, împreună cu Éva Karakas⁠(d), locul II la turneul internațional de la Piotrków Trybunalski, plasându-se în urma Lidiei Mulenko. A devenit cunoscută, de asemenea, ca antrenoare de șah și jucătoare de șah prin corespondență. În 1979 a obținut, alături de echipa României, locul 6 la Olimpiada Mondială de șah prin corespondență⁠(d). Cel mai înalt rezultat⁠(d) al carierei a fost atins la 1 ianuarie 1976, când a obținut scorul de 2.185 de puncte, iar apoi s-a situat pe locurile 47–49 în clasamentul mondial al FIDE, ocupând în același timp locul 4 în clasamentul șahistelor române. Începând din 1995 nu a mai participat la turneele organizate de Federația Internațională de Șah.

### Perioada de antrenorat
A fondat Școala de șah din Iași, care a devenit una dintre cele mai active din România. A predat inițial la cercul de șah de la Casa Pionierilor din Iași, fiind plătită cu jumătate de normă, deși lucra o normă întreagă, și a prezentat începând din 1979 o rubrică de șah la Radio Iași în cadrul emisiunii „Perpetuum duminical”, realizate de Ion Maftei. În a doua jumătate a anilor 1970, ea l-a antrenat pe Ovidiu-Dor Foișor⁠(d) (viitor campion național în 1982), pregătindu-l să participe la Campionatul Mondial de Juniori, iar ulterior i-a avut ca elevi pe Tudor Puiu, Vasile Manole⁠(d), Vladimir Danilov⁠(d) și Adrian Malanca⁠(d), Iulian Sofronie⁠(d), Ioana Morariu și Diana Ignat.
După ce s-a pensionat a luat timp de un an, de două ori pe săptămână, lecții de pictură cu profesorul Ion Bălău și a expus uneori în cadrul cercului „Ștefan Luchian” de la Casa Armatei din Iași. A pictat portrete și icoane, fiind autoarea, printre altele, a unui portret al lui Mihai Eminescu (realizat în anul 2000), pe care l-a lăsat anticarului Dumitru Grumăzescu de pe str. Lăpușneanu. În semn de omagiu, a fost inaugurată la Iași în 25 mai 2016, în prezența fostului campion mondial Anatoli Karpov, Școala de Șah „Margareta Perevoznic”, găzduită de Școala Gimnazială „Bogdan Petriceicu Hașdeu”. Margareta Perevoznic a murit în 15 decembrie 2021 la Iași.